# 굴자르

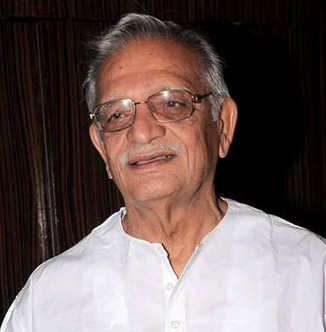
굴자르

굴자르(Gulzar, 1936년 8월 18일 ~ )는 인도의 영화 감독, 작사가, 시인이다.